# Little Miss Happiness
Little Miss Happiness è un film muto del 1916 diretto da John G. Adolfi. Prodotto dalla Fox Film Corporation e sceneggiato da Clarence J. Harris da un suo soggetto, il film aveva come interpreti June Caprice, Harry Hilliard, Zena Keefe.

## Trama
Incapace di tollerare la vita in città, Sadie lascia suo marito, Max Barker, e con la loro bambina ritorna nel villaggio dove è nata. Lì, però, temendo il giudizio di suo padre, non vuole dirgli che ha intenzione di crescere la figlia da sola, senza il marito, e perciò chiede a Lucy White di prendersene cura lei per qualche mese. Lucy acconsente. Sperando di conservare il segreto di Sadie, dichiara che la bambina è sua, nascondendo la verità persino al suo innamorato, Dave Allen. La comunità del luogo, indignata, ostracizza Lucy per avere avuto un figlio al di fuori del matrimonio, ma Dave, nonostante tutto, le resta accanto. Quando poi il rapporto tra Max e Sadie viene ricucito e i due coniugi si riconciliano riprendendosi la figlia, Dave e Lucy si sposano.

## Produzione
Il film fu prodotto dalla Fox Film Corporation.

## Distribuzione
Il copyright del film, richiesto da William Fox, fu registrato il 27 agosto 1916 con il numero LP9010.

Distribuito negli Stati Uniti dalla Fox Film Corporation, il film uscì nelle sale cinematografiche il 21 agosto 1916.
Non si conoscono copie ancora esistenti della pellicola che viene considerata presumibilmente perduta.